# Монткі (Вармінсько-Мазурське воєводство)
Монткі (пол. Mątki) — село в Польщі, у гміні Йонково Ольштинського повіту Вармінсько-Мазурського воєводства.
Населення — 409 осіб (2011).

## Демографія
Демографічна структура станом на 31 березня 2011 року:
|          | Загалом | Допрацездатний вік | Працездатний вік | Постпрацездатний вік |
| -------- | ------- | ------------------ | ---------------- | -------------------- |
| Чоловіки | 209     | 39                 | 159              | 11                   |
| Жінки    | 200     | 40                 | 131              | 29                   |
| Разом    | 409     | 79                 | 290              | 40                   |